# North Barrier
Die North Barrier (englisch für Nordbarriere) ist ein schmaler und felsiger Gebirgskamm auf der Insel Heard im südlichen Indischen Ozean. Er erstreckt sich vom Campbell Peak nordwärts zum Mount Separation und folgt dann der Nordwestflanke des Compton-Gletschers.
Teilnehmer der Australian National Antarctic Research Expeditions nahmen 1948 Vermessungen und die deskriptive Benennung vor.